# Assassinio al cimitero etrusco
Assassinio al cimitero etrusco è un film del 1982 diretto da Christian Plummer (alias Sergio Martino), noto anche col titolo Il mistero degli Etruschi.

## Trama
Dopo avere assistito per telefono all'assassinio del marito Arthur, etruscologo, Joan Barnard si reca in Italia da New York. La donna inoltre ha ricorrenti incubi riguardanti una sinistra grotta e quando giunge nei luoghi dove il marito studiava, ritrova la suddetta grotta seguendo un misterioso suonatore di aulos. Joan viene in seguito coinvolta in una serie di altri omicidi, compiuti tutti con la stessa modalità. Tra traffici illegali di droga, profanatori di tombe e visioni varie, viene alla fine scoperto l'assassino e solo un intervento "sovrannaturale" risolve la situazione.

## Produzione
Il film era stato originariamente concepito come una serie televisiva in otto parti intitolata Il mistero degli Etruschi o Lo scorpione a due code. Due sceneggiature originali si trovano negli archivi SIAE firmate da Ernesto Gastaldi e Dardano Sacchetti nel 1982. Nei titoli di coda è riportato come sceneggiatore anche il produttore cinematografico francese Jacques Leitienne, ma questo puramente per motivi burocratici.
Le riprese sono durate quattro mesi a Volterra, Cerveteri, Formello, New York e R.P.A. Elios Studios di Roma. Anche se realizzato per la televisione, il film è stato girato in 16 mm e montato per l'uscita cinematografica.

## Distribuzione
È stato distribuito nei cinema italiani dalla Medusa Film il 17 settembre 1982. In Francia è uscito il 24 agosto 1983 col titolo Crime au cimetiere etrusque. Alla fine degli anni ottanta la serie è stata acquistata da Reteitalia e assemblata in due parti per Canale 5. Questa versione ridotta venne curata da Claudio Lattanzi ma non è mai stata trasmessa su Canale 5.
Sergio Martino ha in seguito rinnegato il film spiegando che "non ha aggiunto nulla alla mia carriera, nemmeno dal punto di vista economico."